# Quill/Boven National Park

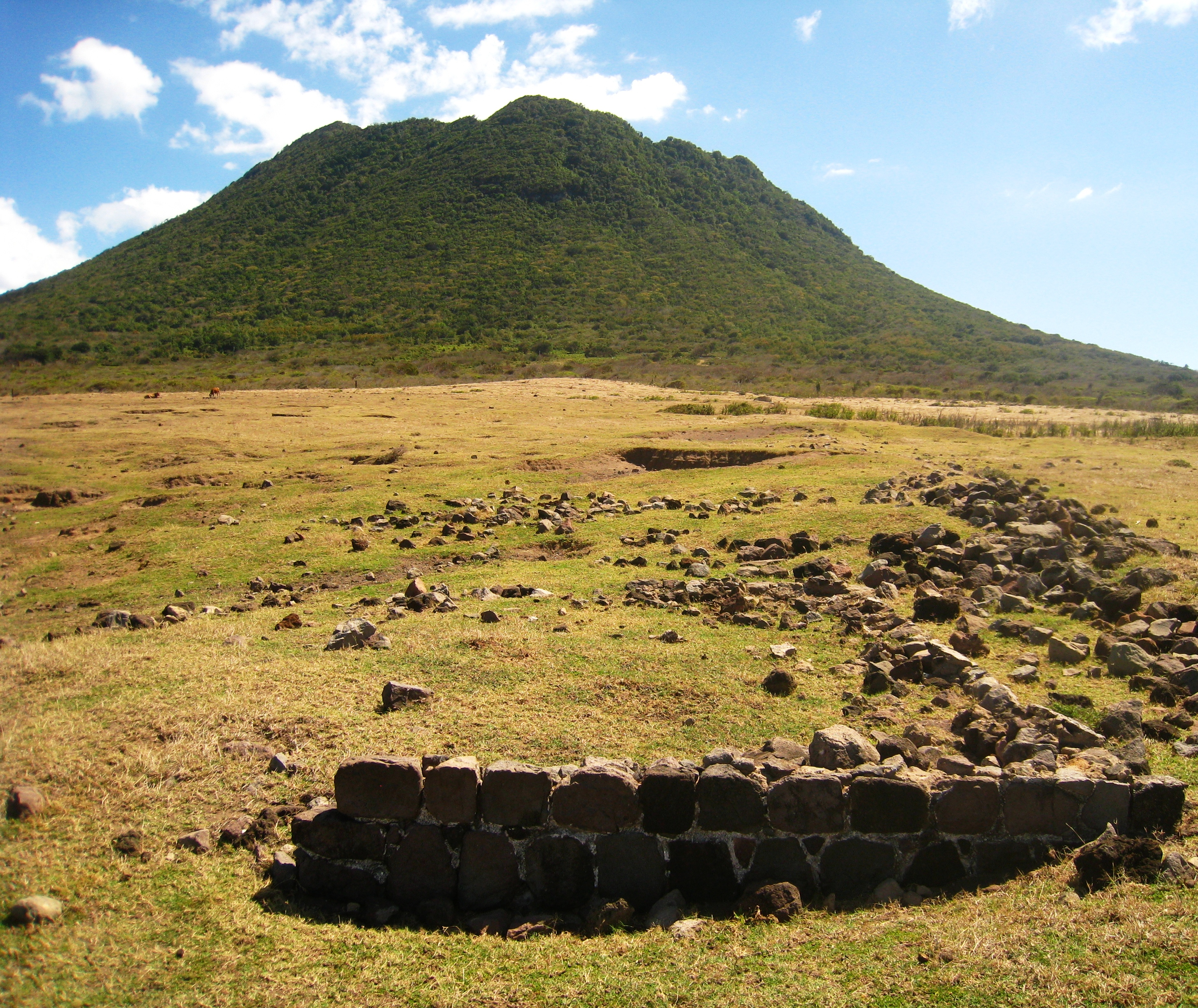
Uitzicht op The Quill

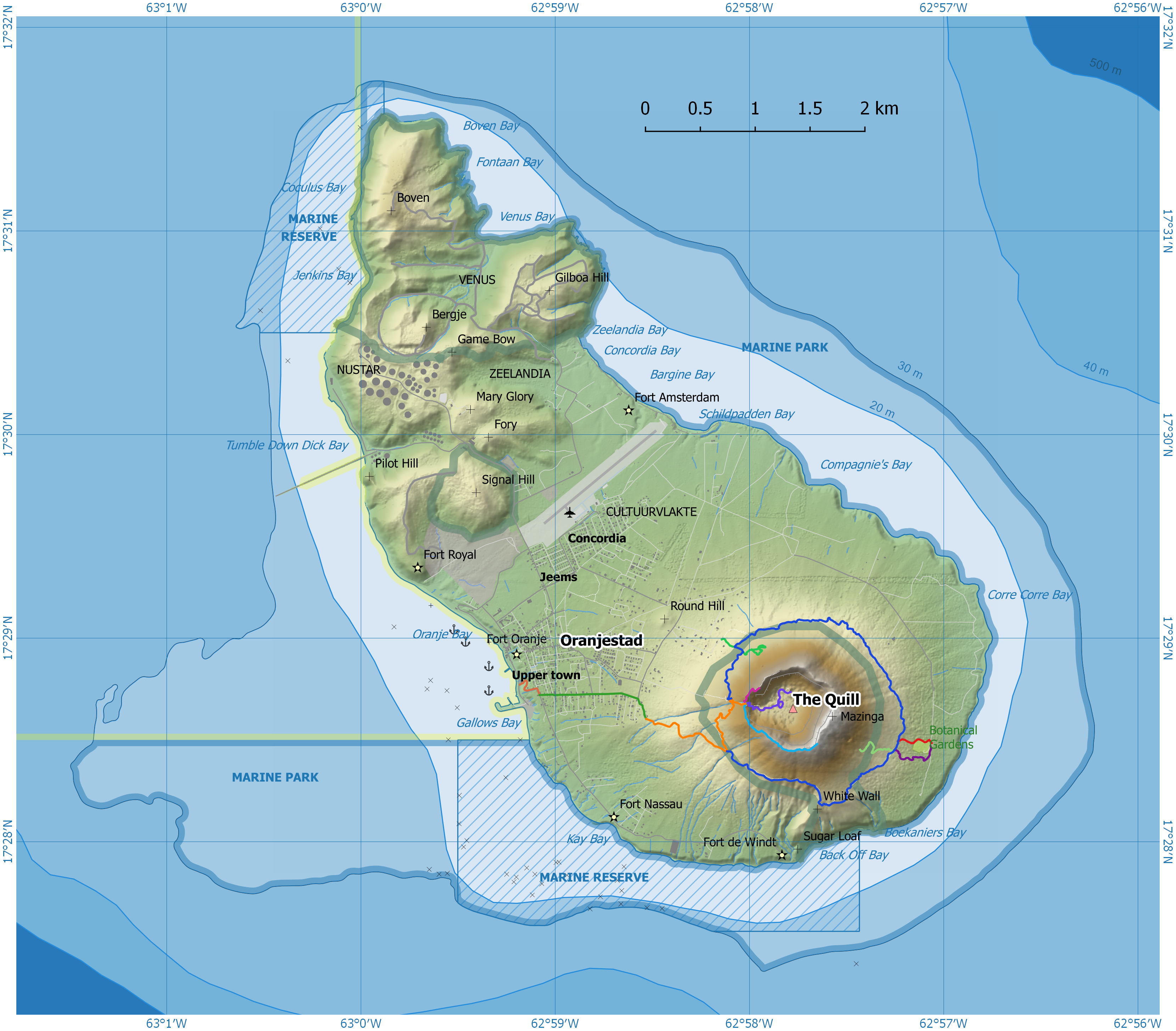
STENAPA onderhoudt hike routes in het Nationale Park

Het Quill/Boven National Park is een nationaal park op Sint Eustatius in Caribisch Nederland dat 5,4 km² beslaat.
Het initiatief voor het park werd in 1996 genomen door de eilandraad en het werd door de regering van de Nederlandse Antillen in 1998 aangewezen als eerste nationale park. Het beheer wordt uitgevoerd door de St Eustatius National Parks Foundation (STENAPA). Het gebied bestaat uit twee delen. 

## The Quill
Het Quill National Park beslaat het gebied rond de vulkaan The Quill (Mount Mazinga) en het hoogste punt ligt 600 meter boven zeeniveau. Het gebied is bebost en de acaciasoort casha (Vachellia farnesiana), mimosoideae en de "Gum Tree" (Bursera simaruba) komen er veel voor. De krater heeft een diepte die loopt tot 273 meter boven zeeniveau. De dichte bebossing is gerelateerd aan tropisch regenwoud. Er komen verschillende vogelsoorten voor en ook bedreigde diersoorten als de Antilliaanse leguaan (Iguana delicatissima) en de Roodbuikgrasslang Alsophis rufiventris.De Sint Eustatius anolis Anolis bimacutatus is een soort Anolis die zowel in dit reservaat leeft als op Nevis en Saint Kitts. Er is een lianenoerwoud, kapokbomen (Ceiba pentandra) bereiken er een groote hoogte.

## Boven
Het Bovengebied beslaat vijf heuvels in het noorden van het eiland: Boven, Venus, Gilboa Hill, Signal Hill en Bergje. De heuvels die tussen de 200 en 300 meter hoog zijn, zijn gevormd door vulkanisme. Door landbouw en begrazing is de vegetatie van het gebied aangetast. De Antilliaanse leguaan (iguana delicatissima), verschillende soorten orchideeën en de Statia Morning Glory (Ipomoea sphenophylla) zijn beschermde soorten die er voorkomen.